# دریاچه هیوران
دریاچه هیوران (‎/ˈhjʊərɒn, -ən/‎ HURE-on, -ən) یکی از دریاچه‌های بزرگ آب شیرین واقع در آمریکای شمالی است که در مرز ایالات متحده آمریکا با استان انتاریو کانادا قرار گرفته است. این دریاچه سومین دریاچه بزرگ آب شیرین دنیا می‌باشد که قسمت اعظمی از آن با نام خلیج جرجین از آن توسط جزیره منیولین، بزرگ‌ترین جزیره آب شیرین جهان، جدا شده است. به‌طور متوسط آب وارد شده به این دریاچه ۲۲ سال در این دریاچه قبل از سرازیر شدن به دریاچه اری باقی می‌ماند.
نیروگاه هسته‌ای براوس، دومین نیروگاه بزرگ هسته‌ای جهان در ساحل شرقی این دریاچه قرار دارد.

## نگارخانه

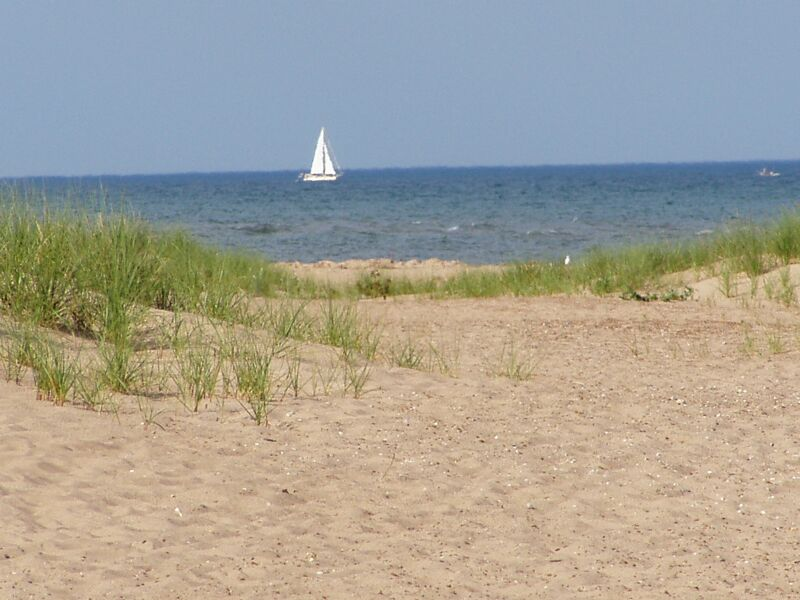
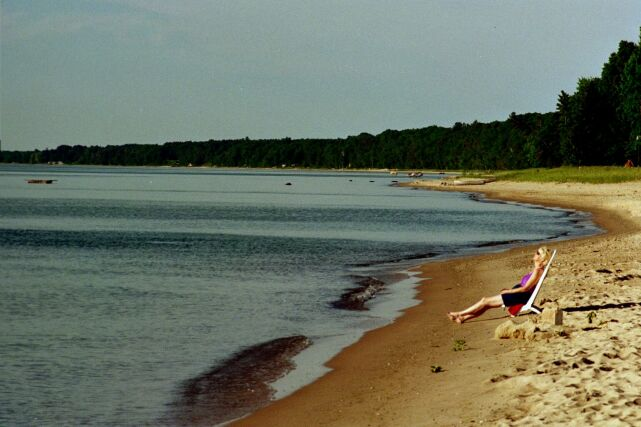
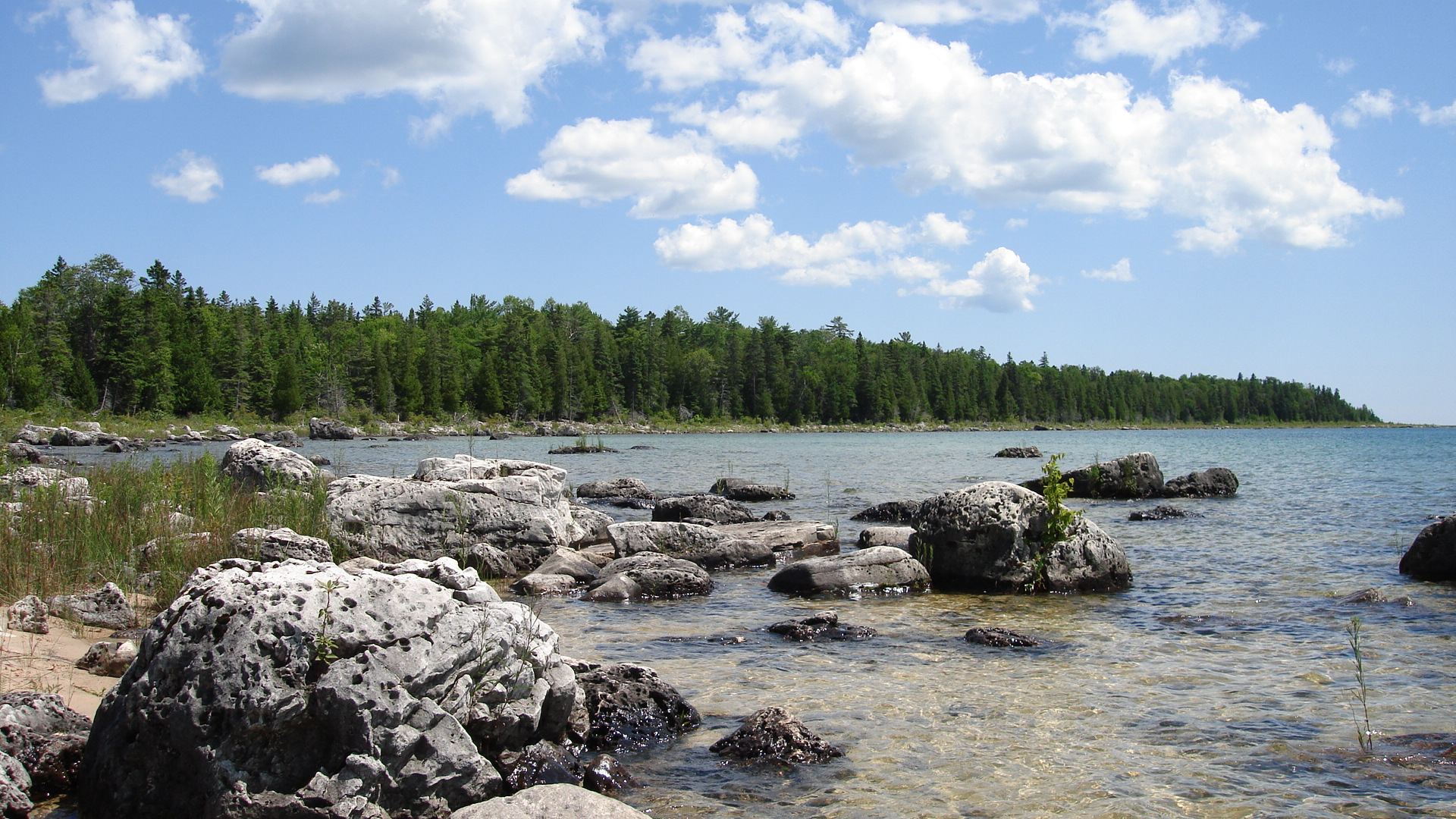